# Cesare Gherardi
Cesare Gherardi (Fossato di Vico, 1577 – Roma, 30 settembre 1623) è stato un cardinale e vescovo cattolico italiano.

## Biografia
Nacque nel 1577.
Papa Paolo V lo elevò al rango di cardinale nel concistoro dell'11 gennaio 1621.
Morì il 30 settembre 1623.

## Genealogia episcopale
La genealogia episcopale è:
- Cardinale Guillaume d'Estouteville, O.S.B.Clun.
- Papa Sisto IV
- Papa Giulio II
- Cardinale Raffaele Sansone Riario
- Papa Leone X
- Papa Paolo III
- Cardinale Francesco Pisani
- Cardinale Alfonso Gesualdo di Conza
- Papa Clemente VIII
- Papa Paolo V
- Cardinale Scipione Caffarelli-Borghese
- Cardinale Cesare Gherardi